# Ferdinand Chevalier
Ferdinand Chevalier (* 1835 in Trier, Rheinprovinz; † nach 1890) war ein belgischer Landschaftsmaler der Düsseldorfer Schule.

## Leben
Chevalier studierte von 1855 bis 1861 an der Kunstakademie Düsseldorf Malerei. Dort waren Josef Wintergerst und Andreas Müller (Elementarklasse, 1855), Christian Köhler (Antikensaal, 1855/1856), Rudolf Wiegmann (Bauklasse, 1856), Karl Müller (2. Malklasse, 1857) sowie Hans Fredrik Gude und Carl Irmer (Landschafterklassen, 1860/1861) seine Lehrer. Als Inhaber einer „Freistelle“ war er ab dem 1. Juni 1860 selbst Hilfslehrer in der von Wintergerst geleiteten Elementarklasse der Düsseldorfer Akademie. Privatunterricht nahm er im Atelier des angesehenen Landschaftsmalers Andreas Achenbach. Nach dem Studium lebte Chevalier in Brüssel und schuf romantische Landschaften, oft aufgrund von Studien oder als Freilichtmalerei aus dem Gebirge, etwa aus der Gegend von Stavelot und aus dem Hohen Venn. Bis etwa 1890 sind seine Aktivitäten dokumentiert. 1874 stellte er in Dresden eine Winterlandschaft aus.